# Stanisław Siedlecki (geolog)
Stanisław Siedlecki (ur. 17 września 1912 w Krakowie, zm. 7 marca 2002 w Łodzi) – docent dr., polski geolog, taternik i polarnik.

## Życiorys
Syn Michała Siedleckiego, zoologa i taternika. Studiował fizykę i matematykę na UJ w Krakowie. Pracował w Instytucie Geologicznym (1952–1956), Zakładzie Nauk Geologicznym PAN (1956–1964) i Norweskim Instytucie Geologicznym w Trondheim (1966–1980). Do Polski wrócił na stałe w 1991. Był jednym z pierwszych polskich członków The Explorers Club. W 1957 roku dowodził ekspedycją polarną PAN, która wybudowała Polską Stację Polarną nad Zatoką Białych Niedźwiedzi. Uczestniczył także w wielu innych polskich i norweskich wyprawach polarnych, w wielu jako kierownik – m.in. w pierwszej polskiej wyprawie polarnej na Wyspę Niedźwiedzią (1932–1933) oraz wyprawę na Wyspę Niedźwiedzią w 1964, Grenlandię (1937), Spitsbergen (od 1934 do 1984–1985).
W latach 30. i 40. był aktywnym taternikiem, na koncie ma wiele pierwszych przejść letnich i zimowych. Do jego partnerów górskich należeli Stanisław Motyka, Jan Sawicki, Witold Henryk Paryski, Zbigniew Korosadowicz, Jerzy Pierzchała, Zofia Radwańska-Paryska, Tadeusz Orłowski, Jan Staszel, Czesław Łapiński i Jan Józef Szczepański. W 1947 kierował wyprawą Klubu Wysokogórskiego w Alpy, podczas której wraz z partnerami dokonał drugiego całkowitego trawersu grani Grandes Jorasses.
W latach 1945 i 1950–1951 był prezesem Klubu Wysokogórskiego, w 1960 otrzymał godność członka honorowego tego Klubu. Był też członkiem honorowym Komitetu Badań Polarnych PAN i Polskiego Towarzystwa Geograficznego. Członek Polskiego Towarzystwa Geologicznego. Został wyróżniony przez PAN Medalem Mikołaja Kopernika. Jego nazwiskiem nazwano jeden z lodowców na Spitsbergenie.
Jest autorem książek opisujących ekspedycje polarne: Wśród polarnych pustyń Svalbardu (Warszawa, Lwów 1935) i Dom pod biegunem (Warszawa 1964), a także licznych prac naukowych z dziedziny geologii oraz artykułów w „Taterniku” i „Wierchach”.
Został pochowany w części ewangelicko-augsburskiej Starego Cmentarza w Łodzi.

## Ordery i odznaczenia
- Srebrny Krzyż Zasługi (7 września 1933)[8]

## Osiągnięcia taternickie
- 1931 – pierwsze wejście południowo-zachodnią ścianą Małego Ganku,
- 1931 – pierwsze wejście od północy na Zachodnie Żelazne Wrota,
- 1936 – pierwsze wejście zimowe na Wielką Kapałkową Turnię, z Jerzym Pierzchałą,
- 1939 – pierwsze wejścia zimowe na Pośrednią Jaworową Turnię i Jaworowy Róg, z Pierzchałą,
- 1943 – pierwsze wejście prawą częścią południowo-wschodniej ściany Zamarłej Turni,
- 1943 – pierwsze wejście lewym filarem północnej ściany Kozich Czub,
- 1944 – pierwsze wejście południowym filarem Smoczego Szczytu,
- 1944 – pierwsze wejście zimowe wprost od północy na Kozią Przełęcz Wyżnią,
- 1945 – nowa droga na zachodniej ścianie Łomnicy.